# Ocna de Fier
Ocna de Fier is een Roemeense gemeente in het district Caraș-Severin.

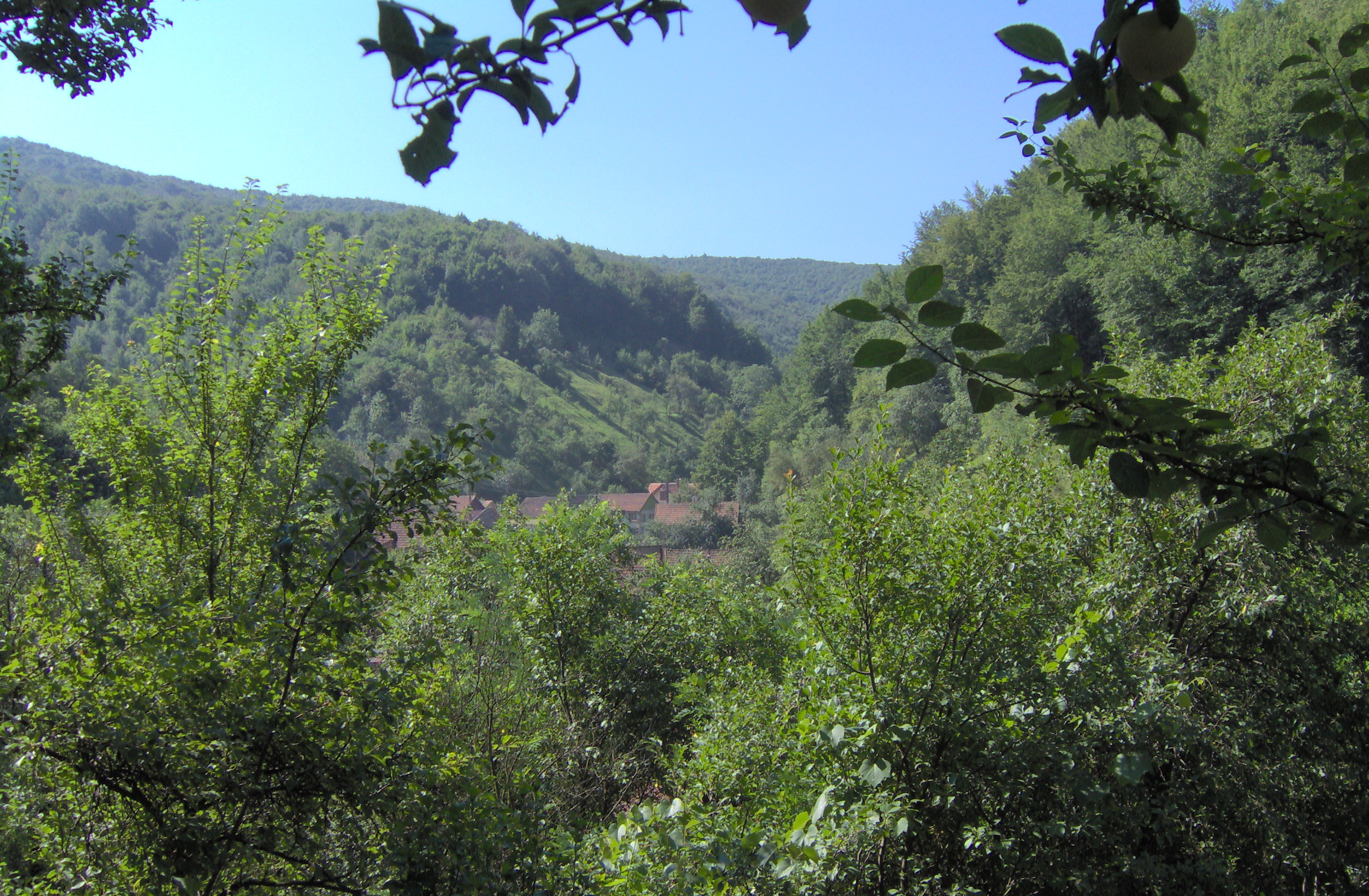
Ocna de Fier

Ocna de Fier telt 748 inwoners.